# Dominik Hrbatý
Dominik Hrbatý (* 4. Januar 1978 in Bratislava, Tschechoslowakei) ist ein ehemaliger slowakischer Tennisspieler.

## Karriere
Hrbatý gewann in seiner Karriere sechs ATP-Turniere (1998 in San Marino, 1999 in Prag, 2001 in Auckland sowie 2004 in Auckland, Adelaide und Marseille) und stand außerdem bei sechs weiteren Turnieren im Finale. Seinen größten Erfolg bei einem Grand-Slam-Turnier erreichte er 1999 mit dem Halbfinaleinzug bei den French Open, wo er dem späteren Sieger Andre Agassi in vier Sätzen unterlag. In seiner ersten Profisaison 1996 wurde er zum ATP Newcomer of the Year gekürt. Am 22. November 2010 verkündete Hrbatý seinen Rücktritt vom Profitennis. Trotzdem nahm er in Jahren 2011 und 2012 an insgesamt vier Turnieren teil.
Hrbatý ist einer der wenigen Spieler, die gegen Rafael Nadal eine positive Matchbilanz aufweisen. Bei den insgesamt vier Aufeinandertreffen konnte er Nadal dreimal schlagen.

## Erfolge
| Legende (Anzahl der Siege)                         |
| Grand Slam                                         |
| Tennis Masters Cup ATP World Tour Finals           |
| ATP Masters Series ATP World Tour Masters 1000 (1) |
| ATP International Series Gold ATP World Tour 500   |
| ATP International Series ATP World Tour 250 (7)    |
| ATP Challenger Tour (10)                           |

| Titel nach Belag |
| Hartplatz (5)    |
| Sand (3)         |
| Rasen (0)        |
| Teppich (0)      |

### Einzel

#### Turniersiege

##### ATP World Tour
| Nr. | Datum            | Turnier      | Belag         | Finalgegner      | Ergebnis      |
| --- | ---------------- | ------------ | ------------- | ---------------- | ------------- |
| 1.  | 16. August 1998  | San Marino   | Sand          | Mariano Puerta   | 6:2, 7:5      |
| 2.  | 2. Mai 1999      | Prag         | Sand          | Sláva Doseděl    | 6:2, 6:2      |
| 3.  | 14. Januar 2001  | Auckland (1) | Hartplatz     | Francisco Clavet | 6:4, 2:6, 6:3 |
| 4.  | 11. Januar 2004  | Adelaide     | Hartplatz     | Michaël Llodra   | 6:4, 6:0      |
| 5.  | 18. Januar 2004  | Auckland (2) | Hartplatz     | Rafael Nadal     | 4:6, 6:2, 7:5 |
| 6.  | 29. Februar 2004 | Marseille    | Hartplatz (i) | Robin Söderling  | 4:6, 6:4, 6:4 |

##### ATP Challenger Tour
| Nr. | Datum             | Turnier    | Belag         | Finalgegner       | Ergebnis       |
| --- | ----------------- | ---------- | ------------- | ----------------- | -------------- |
| 1.  | 11. August 1996   | Pilsen     | Sand          | Sergio Cortés     | 6:3, 6:2       |
| 2.  | 20. Oktober 1996  | Mallorca   | Sand          | Dirk Dier         | 6:3, 6:2       |
| 3.  | 18. Mai 1997      | Košice (1) | Sand          | Nicolás Lapentti  | 6:4, 6:4       |
| 4.  | 17. Mai 1998      | Košice (2) | Sand          | Fernando Meligeni | 7:5, 6:4       |
| 5.  | 16. Juni 2002     | Biella     | Sand          | José Acasuso      | 6:4, 6:74, 6:4 |
| 6.  | 13. November 2005 | Bratislava | Hartplatz (i) | Daniele Bracciali | 7:5, 6:1       |

#### Finalteilnahmen
| Nr. | Datum             | Turnier        | Belag         | Finalgegner         | Ergebnis        |
| --- | ----------------- | -------------- | ------------- | ------------------- | --------------- |
| 1.  | 5. Oktober 1997   | Palermo        | Sand          | Alberto Berasategui | 4:6, 2:6        |
| 2.  | 24. April 2000    | Monte Carlo    | Sand          | Cédric Pioline      | 4:6, 6:73, 6:76 |
| 3.  | 12. November 2000 | St. Petersburg | Hartplatz (i) | Marat Safin         | 6:2, 4:6, 4:6   |
| 4.  | 26. November 2000 | Brighton       | Hartplatz (i) | Tim Henman          | 2:6, 2:6        |
| 5.  | 12. Januar 2003   | Auckland       | Hartplatz     | Gustavo Kuerten     | 3:6, 5:7        |
| 6.  | 23. Mai 2004      | Casablanca     | Sand          | Santiago Ventura    | 3:6, 6:1, 4:6   |
| 7.  | 5. November 2006  | Paris          | Teppich (i)   | Nikolai Dawydenko   | 1:6, 2:6, 2:6   |

### Doppel

#### Turniersiege

##### ATP World Tour
| Nr. | Datum              | Turnier   | Belag     | Partner        | Finalgegner                       | Ergebnis          |
| --- | ------------------ | --------- | --------- | -------------- | --------------------------------- | ----------------- |
| 1.  | 14. Mai 2000       | Rom       | Sand      | Martin Damm    | Wayne Ferreira Jewgeni Kafelnikow | 6:4, 4:6, 6:3     |
| 2.  | 16. September 2001 | Taschkent | Hartplatz | Julien Boutter | Marius Barnard Jim Thomas         | 6:4, 3:6, [13:11] |

##### ATP Challenger Tour
| Nr. | Datum           | Turnier   | Belag         | Partner            | Finalgegner                       | Ergebnis      |
| --- | --------------- | --------- | ------------- | ------------------ | --------------------------------- | ------------- |
| 1.  | 15. Juni 2002   | Biella    | Sand          | Giorgio Galimberti | Ashley Fisher Nathan Healey       | 3:6, 6:3, 7:5 |
| 2.  | 7. Februar 2004 | Breslau   | Hartplatz (i) | Michael Kohlmann   | Bartłomiej Dąbrowski Łukasz Kubot | 7:5, 6:3      |
| 3.  | 5. Juni 2004    | Prostějov | Sand          | Jaroslav Levinský  | Travis Parrott Tripp Phillips     | 6:4, 6:4      |
| 4.  | 25. April 2009  | Sofia     | Sand          | David Škoch        | James Auckland Peter Luczak       | 6:2, 6:4      |

#### Finalteilnahmen
| Nr. | Datum            | Turnier        | Belag       | Partner           | Finalgegner                      | Ergebnis      |
| --- | ---------------- | -------------- | ----------- | ----------------- | -------------------------------- | ------------- |
| 1.  | 16. Juli 1997    | Umag           | Sand        | Karol Kučera      | Dinu Pescariu Davide Sanguinetti | 6:7, 4:6      |
| 2.  | 9. August 1998   | Amsterdam      | Sand        | Karol Kučera      | Jacco Eltingh Paul Haarhuis      | 3:6, 2:6      |
| 3.  | 26. März 2000    | Miami          | Hartplatz   | Martin Damm       | Todd Woodbridge Mark Woodforde   | 3:6, 4:6      |
| 4.  | 8. Oktober 2000  | Hongkong       | Hartplatz   | David Prinosil    | Wayne Black Kevin Ullyett        | 1:6, 2:6      |
| 5.  | 29. Oktober 2000 | Basel          | Teppich (i) | Roger Federer     | Donald Johnson Piet Norval       | 6:7, 6:4, 6:7 |
| 6   | 31. Oktober 2004 | St. Petersburg | Teppich (i) | Jaroslav Levinský | Arnaud Clément Michaël Llodra    | 3:6, 2:6      |

## Bilanz
Einzel
| Turnier1                   | 2010 | 2009 | 2008 | 2007  | 2006  | 2005  | 2004  | 2003  | 2002  | 2001  | 2000  | 1999  | 1998  | 1997  | 1996 | Gesamt  |
| -------------------------- | ---- | ---- | ---- | ----- | ----- | ----- | ----- | ----- | ----- | ----- | ----- | ----- | ----- | ----- | ---- | ------- |
| Australian Open            | –    | 2R   | –    | 3R    | AF    | VF    | 3R    | 1R    | AF    | VF    | 1R    | 1R    | 1R    | AF    | –    | VF      |
| French Open                | –    | –    | 1R   | 1R    | 3R    | 1R    | 2R    | 2R    | 1R    | 2R    | 2R    | HF    | 3R    | 1R    | –    | HF      |
| Wimbledon                  | –    | –    | 1R   | 1R    | 1R    | 2R    | 3R    | 1R    | 1R    | 1R    | 2R    | 1R    | 1R    | 1R    | –    | 3R      |
| US Open                    | –    | –    | 1R   | 1R    | 1R    | AF    | VF    | 2R    | 3R    | 2R    | AF    | 1R    | 2R    | 1R    | –    | VF      |
| Gewonnene Einzel-Titel     | 0    | 0    | 0    | 0     | 0     | 0     | 3     | 0     | 0     | 1     | 0     | 1     | 1     | 0     | 0    | 6       |
| Gesamt-Siege/-Niederlagen2 | 0:1  | 4:7  | 5:9  | 10:21 | 32:28 | 43:26 | 42:26 | 26:26 | 23:29 | 31:30 | 44:29 | 38:32 | 34:29 | 27:23 | 0:2  | 359:318 |
| Jahresendposition          | 417  | 141  | 253  | 136   | 21    | 18    | 14    | 61    | 51    | 36    | 17    | 21    | 46    | 40    | 78   | N/A     |

Zeichenerklärung: S = Turniersieg; F, HF, VF, AF = Einzug ins Finale / Halbfinale / Viertelfinale / Achtelfinale; 1R, 2R, 3R = Ausscheiden in der 1. / 2. / 3. Hauptrunde bzw. Q1, Q2, Q3 = Ausscheiden in der 1. / 2. / 3. Qualifikationsrunde
1 Turnierresultat in Klammern bedeutet, dass der Spieler das Turnier noch nicht beendet hat; es zeigt seinen aktuellen Turnierstatus an. Nachdem der Spieler das Turnier beendet hat, wird die Klammer entfernt.

2 Stand: Karriereende